# Breite Straße (Potsdam)

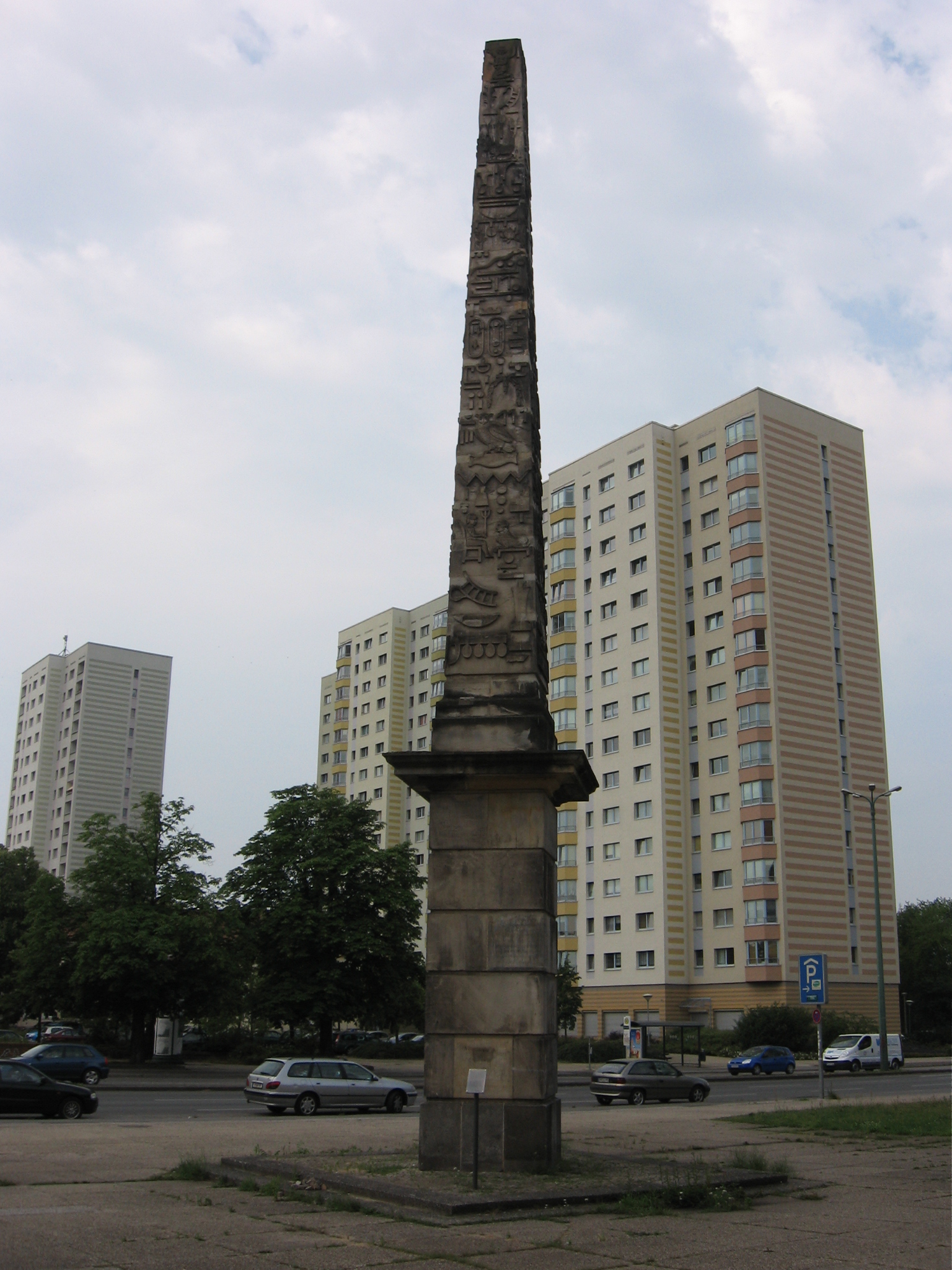
Obelisk aan de Breite Straße nabij de Schopenhauerstrasse

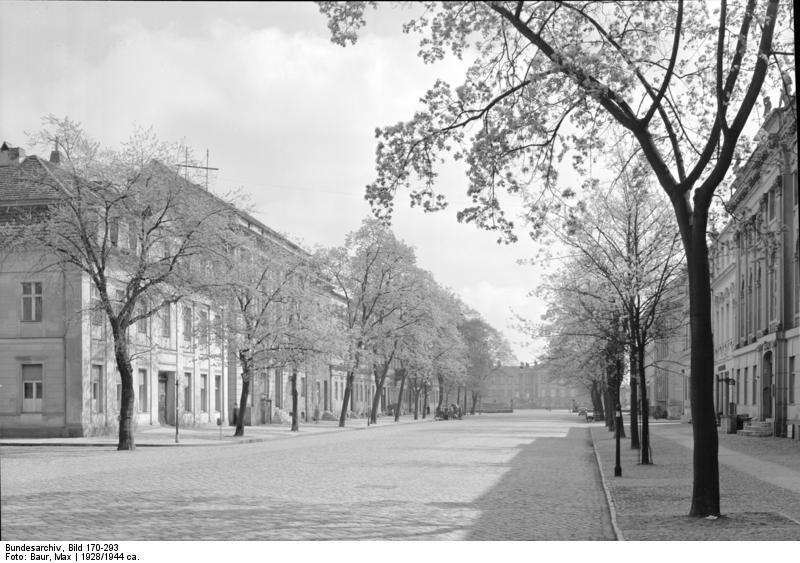
De Breite Strasse voor de Tweede Wereldoorlog

De Breite Straße is een straat in de Duitse stad Potsdam. Zij werd in 1668 door de Nederlander Van Langelaer aangelegd als verbinding tussen de Lustgarten en de toenmalige stadsrand, nu de Schopenhauer Strasse.
Langs beide zijden werden kastanjebomen aangeplant en in het gedeelte van de Breite Brücke tot aan de Schopenhauerstrasse was in de middenberm een plantsoen aangelegd. De straat begon bij het Potsdamer Stadtschloss en liep in westelijke richting. In 1671 werd de straat verlengd tot aan de stadspoort Neustädter Tor. De Breite Strasse werd in 1721 opnieuw verlengd tot aan de Neustädter Havelbucht. Koning Frederik II liet langs de straat imposante huizen bouwen die toen al de naam “Breite Strasse” droeg. Sommige gevels werden door de koning zelf geschetst.
Tijdens de Tweede Wereldoorlog werden gedeelten van de straat vernietigd door bombardementen. In 1953 werd de straat nogmaals verlengd tot aan de Zeppelinstrasse. Dit was mogelijk doordat een gedeelte van de Neustädter Havelbucht werd opgevuld met het puin van Potsdam. Om de binnenstad van het toenemende autoverkeer te ontlasten werden veel huizen in de Breite Strasse gesloopt en de straat kon hierdoor worden verbreed. Tegenwoordig biedt de Breite Strasse helaas een troosteloze aanblik.
Bezienswaardigheden langs de Breite Strasse waren restaurant "Glockenspiel" (gesloopt), de Garnisonkirche (gesloopt), de gevel van de Langer Stall, de Breite Brücke met de karakteristieke lantaarns (gesloopt), de Hillerbrandtschen Häuser, het Prediger Witwenhaus, het Großes Militärwaisenhaus, het Ständehaus (nu museum), het Pumpenhaus, en de stadspoort Neustädter Tor, waarvan enkel nog een obelisk is overgebleven.